# Teodor Wålemark
Jörgen Teodor Wålemark, född 25 juni 2001, är en svensk fotbollsspelare som spelar för IK Brage.

## Karriär
Wålemark började spela fotboll som fem-sexåring i Ljungskile SK. Som 10-åring flyttade han med sin familj till Göteborg och började då spela fotboll i Västra Frölunda IF. Wålemark blev som 15-åring uppflyttad i A-laget i Division 3 och spelade en match under säsongen 2016. Han gick därefter till BK Häckens U19-lag. Sommaren 2019 flyttades Wålemark upp i A-laget och skrev på ett 2,5-årskontrakt.
Inför säsongen 2020 återvände Wålemark till Ljungskile SK. Han gjorde sin Superettan-debut den 23 juni 2020 i en 2–1-vinst över Jönköpings Södra. I februari 2021 värvades Wålemark av Lindome GIF. I december 2022 värvades Wålemark av Norrby IF, där han skrev på ett tvåårskontrakt.
I augusti 2024 gick Wålemark till IK Brage, där han skrev på ett 2,5-årskontrakt.

## Privatliv
Teodor Wålemark är son till den tidigare fotbollsspelaren Jörgen Wålemark. Även farbröderna Bo Wålemark och Jens Wålemark har spelat allsvensk fotboll samt kusinen Patrik Wålemark.